# X夫人肖像
《X夫人肖像》（Portrait of Madame X）是美國藝術家約翰·辛格·薩金特於1884年創作的肖像畫，描繪的是年輕的社交名媛維吉妮·阿梅莉·阿韋尼奧·高特羅（Virginie Amélie Avegno Gautreau），她是法國銀行家皮埃爾·高特羅的妻子。這幅畫並非薩金特接受高特羅委託創作，而是應薩金特的要求創作的。薩金特描繪了一位身穿黑色緞面連身裙的女子，連身裙上鑲嵌著珠寶。這幅肖像畫的特點是人物蒼白的膚色與深色連身裙和背景形成鮮明對比。
這幅畫在1884年巴黎沙龍上引起了爭議（負面評論認為作品粗俗、過度性感，或批評其強烈的對比），暫時阻礙了薩金特在法國的創作，卻可能幫助他後來在英國和美國建立了成功的職業生涯。根據奧賽美術館介紹，《X夫人肖像》現在被視為「大都會藝術博物館收藏的美國藝術品中的蒙娜麗莎」。

## 外部連結
- Madame X Analysis & Critical Reception
- Madame X 大都會藝術博物館
- Madame X image and essay about the painting.
- Essay: Sargent's 'Madame X'; or, Assertion and Retreat in Woman.
- Gustave Courtois' Madame Gauthereau.
- The United States of America, a catalog from The Metropolitan Museum of Art Libraries (fully available online as PDF), which contains material on this painting (p. 86–87)
- Portrait of Madame X in original frame